# Tacettin Öztürkmen
Tacettin Öztürkmen (3 de novembro de 1913; data de morte desconhecido) foi um ciclista turco que representou seu país na prova de perseguição por equipes (4 000 m) nos Jogos Olímpicos de Verão de 1928.